# 1739
1739 (MDCCXXXIX) var ett normalår som började en torsdag i den gregorianska kalendern och ett normalår som började en måndag i den julianska kalendern.

## Händelser

### Januari
- 1 januari – Bouvetön upptäcks av franske kaptenen Jean-Baptiste Charles Bouvet de Lozier.[1]
- 23 januari – Norge inför en skollag.[2]

### Februari
- 11 februari – Fartyget Patrioten ankommer till Konstantinopel och då HMS Sverige förlist går osmanerna med på att ta fartyget och dess innehåll som betalning. Den svenska besättningen från Patrioten chartrar under våren det brittiska fartyget The Sea Flower och beger sig hem till Sverige (sex stycken dock med ett nederländskt fartyg).[3]

### April
- 16 april – Det segrande hattpartiets ledare, Carl Gyllenborg, utses till ny svensk kanslipresident.[4]

### Juni
- 2 juni – Den svenska Kungliga Vetenskapsakademin instiftas. Man skall stödja vetenskaper, som är praktiskt tillämpbara och sprida kunskapen till allmänheten.
- 17 juni – Den svenske kuriren Malcolm Sinclair mördas av ryska spejare nära Breslau på hemväg från Osmanska riket.

### Juli
- Juli – Pappersverket i Sävsjöström eldhärjas.[5]

### Augusti
- 27 augusti – The Sea Flower anlöper Stockholm med de svenska besättningsmedlemmarna.[3]

### December

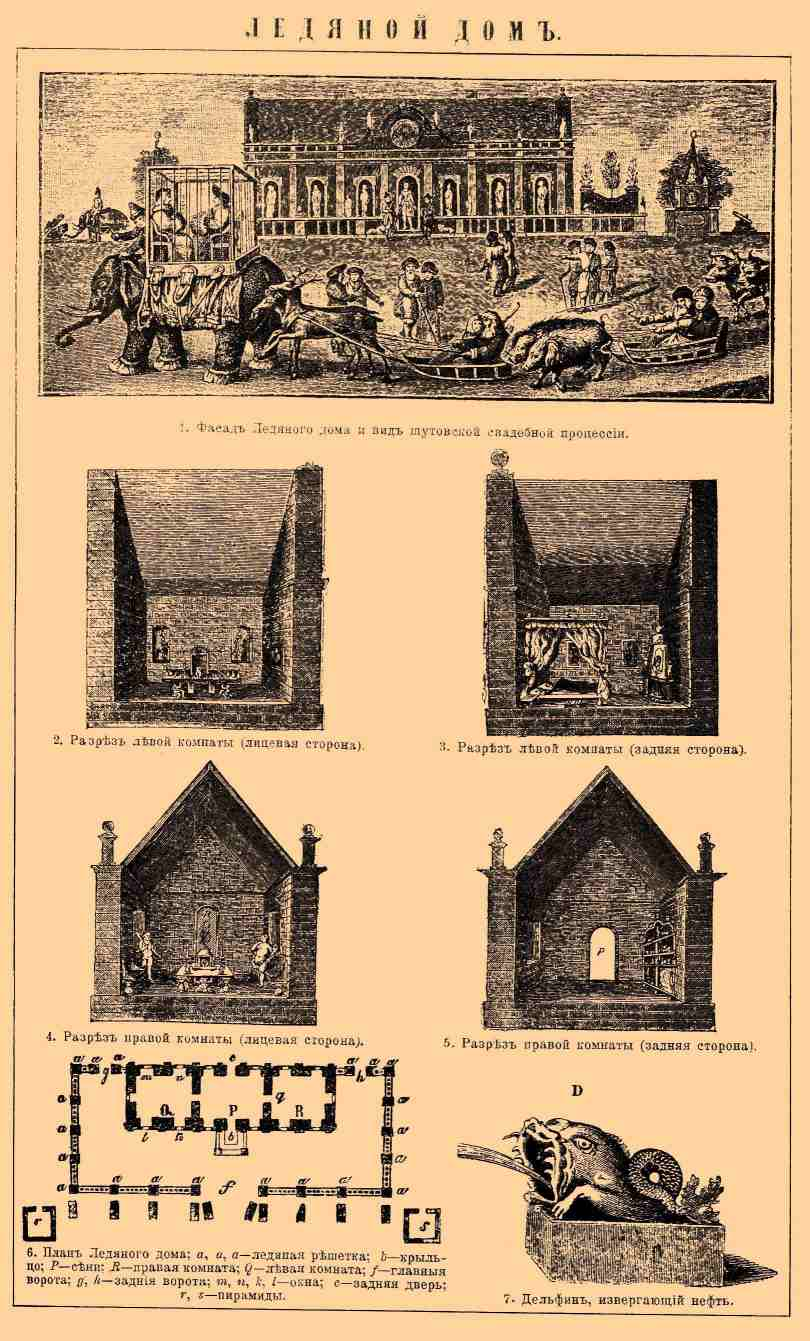
Palatset av is på Neva.

- December – För att fira framgången i rysk-turkiska kriget (1735–1739, fredsavtalet undertecknat 3 oktober) låter kejsarinnan Anna Ivanovna uppföra ett 50 meter långt ispalats eller ishus (ryska: Ледяной дом) på den frusna floden Neva i S:t Petersburg. Det smälter på våren 1740 och blir en sinnebild för något fåfängt och förgängligt.[6]

### Okänt datum
- Det svenska Manufakturkontoret bildas av ständerna, varvid de nyinstiftade manufakturprivilegierna befriar arbetare från krigstjänst.
- Landets indelas i Schäferier, distrikt, och efter ett beslut om att Sveriges befolkning endast bör klä sig i tyger tillverkade i Sverige, utbildar Stockholm spinnmästarinnor för att upprätta lokala spinnskolor för kvinnor i städer och församlingar över hela Sverige med kronans stöd, i ett framgångsrikt försök att gynna textilindustrin genom att sprida kunskap i lin- och hampaförädling.[7] Försöket att utvidga svensk textilindustri lyckas, men trots försöken att göra det via spinnhus grundade i landets städer, föredrar de flesta spinnerskor att arbeta hemifrån, varifrån de kan sälja till den högste budgivaren, och spinnhusen blir i stället ofta använda som straffanstalter av olika slag.[7]
- En juridisk-ekonomisk professur inrättas i Uppsala, den första i sitt slag i Europa.
- En ny svensk legostadga (tjänstefolkslag) införs för att säkerställa tillgången på billig arbetskraft. Bönderna får endast ha en vuxen son och dotter hemma samtidigt.
- En förordning om att kunskaper i finska skall beaktas vid ämbetsmannatillsättningar i Finland utfärdas. Finland blir mer och mer "finskt", men fortfarande är högre ämbetsmän svensktalande och högre undervisning bedrivs på svenska.
- Sverige sluter en försvarsallians med Osmanska riket, riktad mot Ryssland, vilken är den första allians osmanerna sluter med ett kristet land.
- Carl von Linné gifter sig med Sara Elisabeth Moræa.

## Födda
- 5 januari – Olof Larsson, bondeståndets talman.
- 5 april
  - Philemon Dickinson, amerikansk politiker, senator 1790–1793.
  - Antoine-François Peyre, fransk arkitekt.
- 14 september – Pierre Samuel du Pont de Nemours, fransk nationalekonom
- 31 oktober – James Gordon, irländsk-amerikansk politiker, kongressledamot 1791–1795.
- Frei Galvão, brasiliansk präst och franciskanbroder, helgon.
- Karoline Kaulla, tysk finansiär och bankir.

## Avlidna
- 26 februari – Göran Josuæ Adelcrantz, svensk arkitekt.
- 3 maj – Marie Anne de Bourbon, fransk hertiginna.
- 17 juni – Malcolm Sinclair, svensk militär (mördad).

### Fotnoter
1. ↑  ”Statesmen”. http://www.worldstatesmen.org/Queen_Maude_Land.html.
2. ↑  ”Den norske folkeskolen 100 år”. Arkiverad från originalet den 8 maj 2016. https://web.archive.org/web/20160508025257/http://verdal-historielag.no/publikasjoner/skoledrift/folkeskolen_100_aar.htm.
3. 1 2  Populär historia 1994 - Vad hände med Patrioten?
4. ↑  ”- World Statesmen”. http://www.worldstatesmen.org/Sweden.html.
5. ↑  ”Värmlands brandhistoriska klubb”. Arkiverad från originalet den 12 oktober 2011. https://www.webcitation.org/62NB7kO36?url=http://www.brandhistoriska.org/olyckor_se.html. Läst 25 mars 2011.
6. ↑  Ispalatset på Runeberg.org
7. 1 2  Du Rietz, Anita, Kvinnors entreprenörskap: under 400 år, 1. uppl., Dialogos, Stockholm, 2013